# Јова (ера)
Јова (養和) је јапанска ера (ненко) која је настала после Џишо и пре Џуеи ере. Временски је трајала од јула 1181. до маја 1182. године и припадала је Хејан периоду. Владајући монарх био је цар Антоку.

## Важнији догађаји Јова ере
- 1181. (Јова 1, двадесетпети дан једанаестог месеца): Токуко, бивша жена покојног цара Такакуре, узима име Кенреимон-ин.[4]
- 1181. (Јова 1): Велика двогодишња глад обележила је целу еру.[5]